# Lycaugesia hatita
Lycaugesia hatita là một loài bướm đêm trong họ Noctuidae.